# キャラメルマシーン
キャラメルマシーンは、日本のお笑いコンビ兼マジシャン芸人。2011年4月より漫才協会に所属。

## メンバー
- SADA（さだ、本名：鈴木 貞春（すずき さだはる）、1979年4月1日 - ）役割はマジシャンでツッコミ担当。立ち位置は右。

山形県酒田市出身、O型。身長169cm、体重55kg。
山形県立酒田東高等学校卒、神田外語大学英米語学科卒。
NSC東京校1期生。1998年12月25日、吉本銀座7丁目劇場にて初舞台。
趣味・特技:マジック
マジシャンになる前は外資系の銀行員であった。
舞台上ではマジックをする方。マジックバーで働きながらその腕を磨いたという。
- おだじ（本名：小田島 敏春（おだじま としはる）、1979年2月2日 - ）役割はアシスタントでボケ(盛り上げ役)担当。立ち位置は左。

東京都北区出身、O型。身長175cm、体重46kg、BMI14.69。
趣味:料理(作る側)  特技:レース仕様のカート
2000年度の太田プロお笑いセミナー出身。

## 来歴
2002年4月結成。二人はインターネットの『相方募集』の掲示板を通じて知り合った。2004年2月に一度解散するが、同年9月に再結成。
コンビ名は、二人ともキャラメルが好物であることと、「『ん』が付く名前は売れるというジンクスがある」と思ったという理由から、『マシーン』という言葉を選んでこの2つを合わせた。
当初は浅井企画に所属、その後フリーとなって、SMA NEET Projectに移籍。SMA NEET Projectは2007年に辞め、再びフリーで活動した後2008年7月からWAHAHA本舗に所属。2018年3月末をもって再びフリーに独立。2019年4月より株式会社S2プロダクション所属。
主に漫才を行っていたが、2007年夏頃からコメディを取り入れたマジックを行うようになる。
2007年、SAMジャパン主催『世界マジックコンテスト』で、初出場ながら日本奇術協会招聘賞と優秀演技賞をＷ受賞。同じく日本奇術協会主催「奇術の日交歓会at椿山荘」「Magic of Magic」にゲスト出演。以後、マジック界でも活動の場を広げる。
2009年、単独ライブ『キャラメルワークス』でイリュージョンに挑戦。『M-1グランプリ』（テレビ朝日）本番前のフロントアクトでマジックショーを披露。
2010年、『韓国プサン国際マジックコンテストステージ部門』ファイナリスト「イタリアダンテ審査員特別賞」受賞を機に海外進出。マレーシア、台湾、イタリアからコンテストやゲスト出演の依頼を受ける。
『マジックマスターズオープン2010 セントラルオープントーナメント』準優勝。ロサンゼルス・ハリウッドにある「マジックキャッスル」出演の挑戦権を得る。2011年4月、『マジックキャッスル』に一週間ゲスト出演。そのまま、一流マジシャンの証でもある「マジックキャッスルレギュラーメンバー」を取得。それを機に海外に本格進出する。
2011年4月、漫才協会に入会。
国内外のマジックコンテストでは数々の賞を受賞。2011年にはマジシャンの殿堂「マジックキャッスル」(Hollywood USA)で世界中のマジシャンによる年間優秀者を選ぶステージマジシャンオブザイヤーにノミネート。2013年には世界最大規模のマジックコンテスト「IBM世界マジックコンベンション」(USA)で大会85回の歴史で過去1回しか出ていないという貴重な賞、コメディ特別賞（Karrell Fox Comedy Award）を獲得
漫才協会入会後は漫才新人大賞にもオープン参加で出場。国立演芸場の舞台を踏むなど、漫才での実績も上げている。

## 芸風
キャッチフレーズは「新世代　本格マジック＆コメディ」、「お笑いカッパーフィールド」、「笑いと技術のコラボレーション」など。コメディーマジシャンではあるが、マジックと漫才の融合した唯一無二のスタイル。マジシャンのSADAが本格的なマジックを披露する一方、アシスタントのおだじがその中で茶化しを入れたり騒いだりしながら、オチを付けるようなマジックネタを行っている。なお、おだじはマジックの種を基本的に知らない。
また、おだじは自分の身長と体重をあいさつの中に織り交ぜて、超ガリガリ体型であることを強調することがある。
おだじの得意とするフレーズは「なんとか生きてるおだじです!」、「てってれ～!」。
マジックのレパートリーは300以上あり、クロースアップマジックからイリュージョンまで幅広くこなす。
またステージだけでなく、クロースアップマジックでも台湾で行われた国際大会で3位をとるほどの実力を持っている。
幼稚園でのキッズショーから、若者向けのお笑い番組・ライブ、お年寄り相手の浅草や国立演芸場での寄席など幅広い世代に向けて活動。

## 出演

### テレビ
- 笑点（2009年1月11日・2014年1月12日・2018年1月21日・2020年2月23日・2021年7月11日、日本テレビ）
- ダウンタウンのガキの使いやあらへんで!「絶対に笑ってはいけない大脱獄24時」完結編（2015年1月4日、日本テレビ）
- みんなDEどーもくん!（NHK BSプレミアム）
- ザ・マジックシアター（2018年4月7日、BSフジ）
- メレンゲの気持ち（2009年2月・2011年9月・2014年8月、日本テレビ）
- スッキリ!!（2014年3月、日本テレビ）
- ZIP!（2013年 - 、日本テレビ） - 笑いの単語チョウ、不定期レギュラー
- エンタの神様 （2008年12月13日初出演、日本テレビ） - キャッチコピーは「劇甘のマジック笑」
- 爆笑レッドカーペット ヤングライオン杯決勝大会（2010年9月25日、フジテレビ）-キャッチコピーは「ズッコケマジシャン」
- 爆笑レッドシアター（2009年7月15日、フジテレビ） - ホワイトシアターに出演。
- 99プラス（2009年3月、日本テレビ）
- イツザイ （2008年10月18日初出演、テレビ東京） - キャッチコピーは「お笑いカッパーフィールド」計12回出演
- イツザイS（テレビ東京）
- 爆笑トライアウト（NHK）
  - 1回目…会場審査は4位（393TP）、視聴者投票は3位（812票）。
  - 2回目…会場審査は4位（437TP）、視聴者投票は2位（1696票）。
- オンバト+（NHK）戦績0勝1敗 最高297KB
- 超ド級!不思議バトル W-1超魔術世界一決定戦 （フジテレビ）
- 笑点Jr.（2009年12月6日、日テレプラス）
- 億万笑者!（2009年4月、日本テレビ）
- ティンティンTOWN! （日本テレビ）
- Gの嵐! （日本テレビ）
- 知っとこ!（毎日放送）
- 欽ちゃん&香取慎吾の全日本仮装大賞（日本テレビ）- 第84回（2010年5月4日放送）[2]
- はなまるマーケット （2011年8月、TBS）
- 王様のブランチ （2012年2月、TBS）
- もう一度見たいのは誰だ！世界の魔術！幻術！奇術！超マジシャンズリーグ（2012年3月、テレビ朝日）
- お笑い演芸館 4時間スペシャル（2016年8月11日、BS朝日）[3]
- じわじわチャップリン（2016年8月13日・20日、テレビ東京）[4]
- そこそこチャップリン（2016年8月21日、テレビ東京）[5][6]
- すっかり にちようチャップリン（2025年7月27日、テレビ東京）

### 海外
- 完全櫻樂 SakuraGaku（TV台湾）- 2013年11月
- Magic Hole（TV朝鮮）- 2011年12月

## 演出
- 「13FAKES ～アナタは最後に騙（だま）される～」（2014年02月23日、WOWOW）- トリック演出[7]

## 受賞歴
- SAMジャパン主催『世界マジックコンテスト』 - 日本奇術協会招聘賞と優秀演技賞
- 『韓国プサン国際マジックコンテストステージ部門』2010年ファイナリスト、「イタリアダンテ審査員特別賞」

- 『マジックマスターズオープン2010 セントラルオープントーナメント』準優勝。

- 『台湾国際マジックコンテスト2011』ステージ部門：プサン国際マジックコンテスト招待賞、クロースアップマジック部門：第3位

- 『ＩＢＭ世界マジックコンベンション2012』「コメディ特別賞」受賞